# Indywidualne Mistrzostwa Polski w Zapasach 1987

## Mistrzostwa Polski w Zapasach1987

### Mężczyźni
- styl wolny

40. Mistrzostwa Polski – x – x 1987, Poznań
- styl klasyczny

57. Mistrzostwa Polski – x – x 1987, Wrocław

## Medaliści

### Mężczyźni

#### Styl wolny
| Kategoria: | Złoto:                                 | Srebro:                            | Brąz:                               |
| 48 kg      | Marek Janiszewski Budowlani Koszalin   | Ryszard Kajszczak Grunwald Poznań  | Stanisław Szostecki Stal Rzeszów    |
| 52 kg      | Stanisław Kaczmarek Slavia Ruda Śląska | Janusz Bożek GKS Tychy             | Grzegorz Wilk Gwardia Warszawa      |
| 57 kg      | Zygmunt Kołodziej Śląsk Milicz         | Dariusz Grzywiński GKS Tychy       | Władysław Stecyk Grunwald Poznań    |
| 62 kg      | Marian Skubacz Slavia Ruda Śląska      | Wiesław Szczurek Stal Rzeszów      | Mieczysław Chomicz Grunwald Poznań  |
| 68 kg      | Ryszard Strzałka Slavia Ruda Śląska    | Tadeusz Solecki Stal Rzeszów       | Adam Swatek Start Krasnystaw        |
| 74 kg      | Zbigniew Strzelczyk Gwardia Warszawa   | Krystian Rajman Slavia Ruda Śląska | Krzysztof Walencik Gwardia Warszawa |
| 82 kg      | Andrzej Radomski Budowlani Koszalin    | Józef Niemiec Gwardia Warszawa     | Leszek Patro Stal Rzeszów           |
| 90 kg      | Jerzy Nieć Stal Rzeszów                | Jan Szelągiewicz Lotnik Wrocław    | Władysław Dziura Slavia Ruda Śląska |
| 100 kg     | Tomasz Kupis Boruta Zgierz             | Tadeusz Adamski Stal Rzeszów       | Andrzej Patalong GKS Tychy          |
| 130 kg     | Jerzy Kuchniarz Lotnik Wrocław         | Marek Ząbczyk Stal Rzeszów         | Wojciech Wala LKS Ceramik Krotoszyn |

#### Styl klasyczny
| Kategoria: | Złoto:                                           | Srebro:                                         | Brąz:                                           |
| 48 kg      | Jacek Ślęzak Piotrcovia Piotrków Trybunalski     | Wiesław Kamiński Śląsk Wrocław                  | Andrzej Głąb Cement Gryf Chełm                  |
| 52 kg      | Roman Kierpacz GKS Katowice                      | Dariusz Piaskowski Zagłębie Wałbrzych           | Stanisław Wróblewski Siła Mysłowice             |
| 57 kg      | Leszek Użałowicz Śląsk Wrocław                   | Leszek Szachno Śląsk Wrocław                    | Marek Czornik Siła Mysłowice                    |
| 62 kg      | Bogusław Klozik GKS Katowice                     | Krzysztof Kazimieruk Siła Mysłowice             | Piotr Troczyński Zagłębie Wałbrzych             |
| 68 kg      | Stanisław Barej Legia Warszawa                   | Krzysztof Pięta Śląsk Wrocław                   | Jerzy Kopański GKS Katowice                     |
| 74 kg      | Józef Tracz Śląsk Wrocław                        | Andrzej Podstada Siła Mysłowice                 | Piotr Stępień Piotrcovia Piotrków Trybunalski   |
| 82 kg      | Roman Rozenbajger Śląsk Wrocław                  | Radosław Turkot Legia Warszawa                  | Bogdan Matusiak Piotrcovia Piotrków Trybunalski |
| 90 kg      | Paweł Rozenbajger GKS Katowice                   | Paweł Grzybicki Piotrcovia Piotrków Trybunalski | Stanisław Rudnik Siła Mysłowice                 |
| 100 kg     | Roman Bierła GKS Katowice                        | Bogusław Dąbrowski Zagłębie Wałbrzych           | Andrzej Wroński Legia Warszawa                  |
| 130 kg     | Roman Wrocławski Piotrcovia Piotrków Trybunalski | Jerzy Choromański GKS Katowice                  | Sławomir Źrobek GKS Katowice                    |